# 第9回全国障害者スポーツ大会
| 参加人数         | 約3,400人                |
| 競技数           | 正式競技13、公開競技3    |
| 開会式           | 10月10日                 |
| 閉会式           | 10月12日                 |
| 開会宣言         | ---                      |
| 選手宣誓         | 久我愛美・草間祐也       |
| 最終炬火ランナー | 佐々木まなみ・土田小太郎 |
| 主競技場         | 新潟スタジアム           |

第9回全国障害者スポーツ大会（だい9かいぜんこくしょうがいしゃスポーツたいかい）は2009年10月10日から10月12日まで新潟市を主会場に開催された。愛称はトキめき新潟大会。第64回国民体育大会（トキめき新潟国体）との同時開催で、新潟県での開催は初。

## 大会概要
- 大会スローガンは「トキはなて　君の力を　大空へ」。
- 大会マスコットは新潟県の鳥・朱鷺をモチーフにしてデザインされたペアのキャラクターで男の子が「とっぴー」、女の子が「きっぴー」、ペアで「トッキッキ」。
- 上記スローガンおよびマスコットは、トキめき新潟国体と共通である。
- 開会式は新潟スタジアム（東北電力ビッグスワンスタジアム、新潟市中央区）で、閉会式は朱鷺メッセ（新潟市中央区）で、正式競技13種、公開競技3種は県内各地の会場にて行われた。

### 実施競技
正式競技
| 競技名                              | 会場地   | 競技会場                           |
| ----------------------------------- | -------- | ---------------------------------- |
| 陸上競技                            | 新潟市   | 東北電力ビッグスワンスタジアム     |
| 卓球 （含：サウンドテーブルテニス） | 新潟市   | 亀田総合体育館                     |
| ボウリング                          | 新潟市   | グランドボウル黒埼                 |
| バスケットボール                    | 新潟市   | 鳥屋野総合体育館                   |
| 車椅子バスケットボール              | 新潟市   | 東総合スポーツセンター             |
| ソフトボール                        | 新潟市   | 新潟県スポーツ公園多目的運動広場   |
| フットベースボール                  | 新潟市   | 新潟県スポーツ公園多目的運動広場   |
| 水泳                                | 長岡市   | ダイエープロビスフェニックスプール |
| フライングディスク                  | 長岡市   | 市営陸上競技場                     |
| バレーボール                        | 長岡市   | 市民体育館・北部体育館             |
| サッカー                            | 新発田市 | 新発田中央公園多目的運動広場       |
| アーチェリー                        | 燕市     | 吉田ふれあい広場                   |
| グランドソフトボール                | 燕市     | スポーツランド燕多目的競技場       |

公開競技
| 競技名                       | 会場地 | 競技会場               |
| ---------------------------- | ------ | ---------------------- |
| 車椅子ダンス                 | 燕市   | 吉田総合体育館         |
| 車椅子ツインバスケットボール | 新潟市 | 西総合スポーツセンター |
| フロアホッケー               | 新潟市 | 新潟市体育館           |

## ハイライト
- この年の同年4月に政令指定都市になった岡山市が初出場した。